# Neuer Csardas für "Die Fledermaus"
Inte att förväxlas med Csardas aus "Die Fledermaus"
Neuer Csardas für "Die Fledermaus" är en komposition (utan opusnummer) av Johann Strauss den yngre. Den spelades första gången den 2 maj 1901 i Berlin.

## Historia
Tjugo år efter premiären av Johann Strauss operett Die Fledermaus (Läderlappen) 1874 sattes den upp på nytt 1894 på Wiener Hofoper i samband med firandet av kompositörens 50-årsjubileum som dirigent och tonsättare. Två år senare skrev tidningen Fremden-Blatt den 14 november 1896: "En föreställning av operetten 'Die Fledermaus' kommer inom kort äga rum på Hof-Operntheater. Det meddelas att Fröken Renard kommer uppträda, även om vare sig rollerna som Rosalinde eller Adèle passar henne röstmässigt sett. Av den orsaken har åtgärder tagits för att försöka få Johann Strauss tillåtelse att transponera en av dessa roller för Fröken Renard". Föreställningen av Die Fledermaus var tänkt att äga rum den 6 januari 1897. Strauss hade högaktat Marie Renard ända sedan hon hade sjungit rollen som Eva i hans opera Ritter Pásmán 1892. Han gick med på att komponera en ny csárdás till Renard som skulle ersätta den som Rosalinde sjunger i akt II (Nr. 10, Klänge der Heimat). Men i slutändan skulle Renard inte sjunga någon av de två csárdás, utan valde i stället att sjunga Eva-Walzer från Ritter Pásmán. Strauss tog inte illa upp utan telegraferade till Renard direkt efter föreställningens slut: "Enligt vad jag har hört så var ditt framförande, briljant både sångligt och skådespelarmässigt, en succé".
1901 hade verket letat sig in i partituret till Strauss balett Aschenbrödel, där den förekom precis före finalen. Nu var stycket ett rent orkestralt nummer, nedkortat och arrangerat antingen av Strauss själv eller av balettdirigenten Josef Bayer.

## Om verket
Speltiden är ca 3 minuter och 39 sekunder plus minus några sekunder beroende på dirigentens musikaliska tolkning.

## Weblänkar
- Neuer Csardas für „Die Fledermaus“ i Naxos-utgåvan.